# Shaker Church
Shaker Church az Amerikai Egyesült Államok északnyugati részén, Washington állam Snohomish megyéjében, a Tulalip rezervátum területén elhelyezkedő egykori statisztikai település. A 2000. évi népszámláláskor 787 lakosa volt.